# Bossier City
Bossier City és una població dels Estats Units a l'estat de Louisiana. Segons el cens del 2000 tenia 56.461 habitants.

## Demografia
Segons el cens del 2000, Bossier City tenia 56.461 habitants. La densitat de població era de 533,8 habitants/km².
Per edats la població es repartia de la següent manera: un 28,2% tenia menys de 18 anys, un 11% entre 18 i 24, un 30,4% entre 25 i 44, un 19,4% de 45 a 60 i un 11% 65 anys o més.
L'edat mediana era de 32 anys. Per cada 100 dones de 18 o més anys hi havia 90,6 homes.
La renda mediana per habitatge era de 36.561 $ i la renda mediana per família de 42.642 $. Els homes tenien una renda mediana de 30.632 $ mentre que les dones 22.174 $. La renda per capita de la població era de 17.032 $. Entorn de l'11,4% de les famílies i el 14,8% de la població estaven per davall del llindar de pobresa.

## Poblacions més properes
El següent diagrama mostra les poblacions més properes.